# Uncinia viridis
Uncinia viridis är en halvgräsart som först beskrevs av Charles Baron Clarke, och fick sitt nu gällande namn av Elizabeth Edgar. Uncinia viridis ingår i släktet Uncinia och familjen halvgräs. Inga underarter finns listade i Catalogue of Life.